# Eltjärnen
Eltjärnen är en sjö i Älvdalens kommun i Dalarna och ingår i Dalälvens huvudavrinningsområde. Sjön har en area på 0,104 kvadratkilometer och ligger 489,4 meter över havet.

## Delavrinningsområde
Eltjärnen ingår i det delavrinningsområde (683013-136678) som SMHI kallar för Inloppet i Glysjön. Medelhöjden är 502 meter över havet och ytan är 10,83 kvadratkilometer. Det finns inga avrinningsområden uppströms utan avrinningsområdet är högsta punkten. Gljon som avvattnar avrinningsområdet har biflödesordning 4, vilket innebär att vattnet flödar genom totalt 4 vattendrag innan det når havet efter 510 kilometer. Avrinningsområdet består mestadels av skog (49 procent) och sankmarker (45 procent). Avrinningsområdet har 0,31 kvadratkilometer vattenytor vilket ger det en sjöprocent på 2,8 procent.